# العلاقات التوفالية الكورية الجنوبية
العلاقات التوفالية الكورية الجنوبية هي العلاقات الثنائية التي تجمع بين توفالو وكوريا الجنوبية.

## مقارنة بين البلدين
هذه مقارنة عامة ومرجعية للدولتين:
| وجه المقارنة                                              | توفالو                         | كوريا الجنوبية                                                          |
| --------------------------------------------------------- | ------------------------------ | ----------------------------------------------------------------------- |
| المساحة (كم2)                                             | 26                             | 100.30 ألف                                                              |
| عدد السكان (نسمة)                                         | 11.19 ألف                      | 51.47 مليون                                                             |
| الكثافة السكانية (ن./كم²)                                 | 43.04 ألف                      | 513.16                                                                  |
| العاصمة                                                   | فونافوتي                       | سول                                                                     |
| اللغة الرسمية                                             | اللغة التوفالوية، لغة إنجليزية | اللغة الكورية                                                           |
| العملة                                                    | دولار توفالو                   | وون كوري جنوبي                                                          |
| الناتج المحلي الإجمالي (بليون دولار)                      | 39.73 مليون                    | 1.53 تريليون                                                            |
| الناتج المحلي الإجمالي (تعادل القوة الشرائية) بليون دولار | 38.93 مليون                    | 1.75 تريليون                                                            |
| الناتج المحلي الإجمالي الاسمي للفرد دولار أمريكي          | 3.29 ألف                       | 27.22 ألف                                                               |
| الناتج المحلي الإجمالي للفرد دولار أمريكي                 | 3.77 ألف                       |                                                                         |
| مؤشر التنمية البشرية                                      |                                | 0.901                                                                   |
| رمز المكالمات الدولي                                      | +688                           | +82                                                                     |
| رمز الإنترنت                                              | .tv                            | .kr                                                                     |
| المنطقة الزمنية                                           | ت ع م+12:00                    | توقيت كوريا الجنوبية، ت ع م+09:00، آسيا/سيول ‏، ت ع م+08:00، ت ع م+08:30 |

## منظمات دولية مشتركة
يشترك البلدان في عضوية مجموعة من المنظمات الدولية، منها:
| علم المنظمة | اسم المنظمة                   | تاريخ انضمام توفالو | تاريخ انضمام كوريا الجنوبية |
| ----------- | ----------------------------- | ------------------- | --------------------------- |
|             | البنك الدولي للإنشاء والتعمير | 24 يونيو 2010       | 26 أغسطس 1955               |
|             | منظمة حظر الأسلحة الكيميائية  | ?                   | ?                           |
|             | يونسكو                        | 21 أكتوبر 1991      | 14 يونيو 1950               |
|             | الاتحاد البريدي العالمي       | ?                   | ?                           |
|             | الأمم المتحدة                 | 5 سبتمبر 2000       | 17 سبتمبر 1991              |
|             | مؤسسة التنمية الدولية         | 24 يونيو 2010       | 18 مايو 1961                |
|             | بنك التنمية الآسيوي           | 1993                | 1966                        |

## وصلات خارجية
- موقع وزارة الخارجية الكورية الجنوبية